# 卢琳
卢琳（1985年2月3日—），中国足球运动员，司职中场和前锋。

## 职业生涯

### 早年
卢琳出生在广州芳村的一个工人家庭，小时候受舅舅影响喜欢上了足球，看广州队的比赛，甚至睡觉时都抱着足球。最初父母反对卢琳踢球，但卢琳对足球的热爱打动了他们，即便父母在2001年被下岗，也从未阻止卢琳的足球训练。小学二年级时，他进入洪德体校练习足球，体校教练范思源发现了卢琳踢球时的禀赋和独有的气质，并让他作为体校代表队参加1998年全国甲A三线队比赛。青年时期的卢琳虽然身材较矮，不过技术和意识弥补了身体上的劣势。高中时卢琳因身高问题和缺少关系未能入选广州太阳神二线队，让他十分沮丧，但卢琳并未放弃努力。不久，他被黄国才教练看中入选广州青年队。

### 俱乐部
2002年，卢琳代表由广州二队组成的香雪制药参加香港甲组足球联赛。2003年夏季加入广州一队，卢琳认为这是他职业生涯的转折点，7月9日，18岁的卢琳迎来自己的国内联赛首秀，代表广州香雪队主场迎战江苏舜天，他在比赛中表现出色而迅速晋升为球队主力，并因为在2003赛季甲B联赛中的精彩表现被贾秀全看中而入选中国国家青年队。2004年中甲联赛第一轮，广州日之泉对杭州绿城，卢琳打入中甲首球，也是中甲联赛历史上第一粒进球，整个赛季卢琳共打入8球，是该队的最佳射手。
2005年8月10日，土耳其超级联赛球队青年联合体育正式向广州队以200万人民币的转会费求购卢琳，但最终双方谈判破裂，卢琳继续留在广州队。2007年，卢琳以主力球员身份帮助广州医药队升入中超联赛。2008年6月28日，卢琳在主场迎战青岛中能的比赛中打进自己的首个中超联赛进球。2009赛季，卢琳的状态低迷，逐渐沦为替补球员。2009年9月22日，有球迷爆出卢琳在训练场和队友徐亮发生内讧，卢琳面部被徐亮踹伤，广州医药俱乐部证实了此事，并采用低调处理的方式解决这一事件。赛季结束后，卢琳主动要求广州医药队将自己挂牌。
2010年1月2日，卢琳前往塞浦路斯足球甲级联赛球队阿波羅利馬素试训，但最终没有成功。广州足协在联赛开始前未给卢琳注册，导致他半年无球可踢，不得不参加珠三角职业足球超级联赛等业余比赛维持状态，直到同年7月的二次转会间期，卢琳重返广州队效力，并在下半赛季获得7次出场机会。
2011年初，卢琳离开广州恒大加盟中甲球队广东日之泉。卢琳在2011赛季表现非常出色，出场24次打进9球。但广东日之泉只获得联赛第三名，冲超失败。
2012年1月2日，卢琳自由转会中超升班马广州富力，签约三年。2012年7月18日，卢琳在2012年中国足协杯第四轮广州富力客场3比4不敌辽宁宏运的比赛中射进加盟广州富力的首个进球。但加盟广州富力的卢琳在前两个赛季司职左边锋，表现平平，再度沦为替补，2012年，卢琳首发13场，2013年，首发仅8场，直到2014年中超联赛，卢琳在第19轮客战杭州绿城中首次首发出场并打入一粒精彩的倒钩球助富力逆转，因轮换主力球员让卢琳首发主帅埃里克森才发现他在影锋位置上的潜力。在后12场联赛中，卢琳11场首发，坐稳主力，并打入5粒进球。
2015年，卢琳参加第37屆省港盃，在次回合比赛一次铲球未收脚，踢斷了新晉港腳黃威的右腳腓骨，卻只被主裁判出示一面黃牌，遭香港主帅金判坤和球迷痛罵，赛后，卢琳在微博上向黄威道歉。这一赛季，卢琳成为球队的进攻组织核心和定位球主罚球员。3月4日，广州富力主场对武里南联，卢琳打入个人亚冠首球。5月17日主场对上海申鑫的比赛，是卢琳代表广州富力的第100次出场，但球队爆冷告负。此后三年，卢琳三获广东足球先生荣誉。2016赛季，卢琳联赛出场24次，攻入3球并有1次助攻，季末再与广州富力续约三年。
2017年，卢琳意识到足球青训的重要性，与广州政府、足协、富力青训、少年宫等单位合作创办了广州卢琳足球俱乐部，强调基本功训练，很快就吸引了许多少年足球学员。2018年9月1日，广州富力联赛击败天津泰达，此役是卢琳代表广州富力的第200场比赛。11月，卢琳与广州市财经职业学校合作推广校园足球。2019年1月6日，卢琳第9次参加省港杯并在首回合对香港队的比赛中一射一传，以9球创造了省港杯进球最多纪录。2019赛季，随着广州富力开始队伍结构年轻化，35岁的卢琳的出场时间逐步减少，2020赛季卢琳只出场了5次。2020年6月29日大胜苏州东吴的足协杯比赛，是他最后一次代表富力出场。赛季结束后，俱乐部未和合同到期的卢琳续约。2021年2月5日，卢琳正式离开更名广州城的广州富力，转会梅州客家。在富力效力9年间，卢琳出战238场，贡献45粒进球和51次助攻，分别位列俱乐部历史第二、第四和第一。
2021赛季，卢琳主要作为替补奇兵，多次在比赛末段表现出色，助梅州客家成功升级。赛季后，卢琳决定暂时离开联赛。
2023年初，卢琳复出加盟柳州远道，参加了一段时间的广西足球超级联赛。随后转投广东蜀地红出战5月底开始的2023年中冠联赛，兼任球员和助理教练。

### 国家队
卢琳曾经在2003年入选过中国国家青年队集训名单，因伤病未能实现首秀，首次出场于2004年的卡塔尔八国邀请赛便因参与了国青队全部4粒进球，很快成为国青主力。在2005年荷兰世青赛对阵巴拿马的比赛中射入一记精彩的任意球，同年随中国U23获東亞運動會冠军。凭借世青赛的优秀表现，卢琳入选2005年東亞足球錦標賽国家队集训名单，但未能成行。
2007年11月，卢琳入选国奥队集训名单。2008年1月，卢琳再次入选国奥队集训名单，但他在集训中表现平平，落选2008年北京奥运会中国队最终名单。此后，卢琳再无入选国家队记录。

## 个人生活
卢琳出身贫寒，与其他足球运动员相比，他的个人生活更为节俭，年少成名时，他的生活中唯有足球与亲情。卢琳也非常感激范思源教练的培养，不仅教会他踢球，还让他明白为人处世。内敛努力的性格、老广州人的生活方式和灵巧的技术也让他受到广州两队球迷的喜爱。他在年少时便相识后来的妻子杨娟娟，2007年11月，两人低调成婚。他和杨娟娟育有二子，都追随父亲投身足球运动。尽管两人聚少离多，杨娟娟始终支持他的足球事业，在广州卢琳足球俱乐部创办后，杨娟娟辞去原来工作投入到足球青训中。
卢琳曾担任2008年夏季奥林匹克运动会广州站火炬接力第15棒火炬手。2018年7月5日，卢琳任海珠区龙凤街道禁毒大使。

## 评价
卢琳被广东媒体和球迷视为21世纪广东南派足球的代表人物。《新快报》认为卢琳“技术出色、能射能传、盘带突破犀利”。卢琳的启蒙教练范思源曾表示他的足球天赋很高，“有种很难得的霸气”。上观新闻认为卢琳是南派足球本土人才几近枯竭背景下少数仍在为广东本土足球战斗的球员。中国足协也曾推出短片称他为“南派足球旗帜代表”。

## 球员生涯数据
| 俱乐部     | 赛季     | 联赛                | 联赛 | 联赛 | 国家杯赛 | 国家杯赛 | 洲际赛事 | 洲际赛事 | 其他 | 其他 | 合计 | 合计 |
| 俱乐部     | 赛季     | 等级                | 出场 | 进球 | 出场     | 进球     | 出场     | 进球     | 出场 | 进球 | 出场 | 进球 |
| ---------- | -------- | ------------------- | ---- | ---- | -------- | -------- | -------- | -------- | ---- | ---- | ---- | ---- |
| 香雪制药   | 2002-03  | 香港甲组足球联赛    | 5    | 2    | 1        | 0        | -        | -        | 1    | 0    | 7    | 2    |
| 广州恒大   | 2003     | 中国足球甲级B组联赛 | 8    | 0    | 0        | 0        | -        | -        | -    | -    | 8    | 0    |
| 广州恒大   | 2004     | 中国足球甲级联赛    | 32   | 8    | 0        | 0        | -        | -        | -    | -    | 32   | 8    |
| 广州恒大   | 2005     | 中国足球甲级联赛    | 16   | 5    | 0        | 0        | -        | -        | -    | -    | 16   | 5    |
| 广州恒大   | 2006     | 中国足球甲级联赛    | 21   | 4    | 1        | 0        | -        | -        | -    | -    | 22   | 4    |
| 广州恒大   | 2007     | 中国足球甲级联赛    | 20   | 4    | -        | -        | -        | -        | -    | -    | 20   | 4    |
| 广州恒大   | 2008     | 中国足球超级联赛    | 29   | 2    | -        | -        | -        | -        | -    | -    | 29   | 2    |
| 广州恒大   | 2009     | 中国足球超级联赛    | 15   | 0    | -        | -        | -        | -        | -    | -    | 15   | 0    |
| 广州恒大   | 2010     | 中国足球甲级联赛    | 7    | 0    | -        | -        | -        | -        | -    | -    | 7    | 0    |
| 广东日之泉 | 2011     | 中国足球甲级联赛    | 24   | 9    | 2        | 0        | -        | -        | -    | -    | 26   | 9    |
| 广州富力   | 2012     | 中国足球超级联赛    | 28   | 1    | 1        | 1        | -        | -        | -    | -    | 29   | 2    |
| 广州富力   | 2013     | 中国足球超级联赛    | 26   | 2    | 2        | 2        | -        | -        | -    | -    | 28   | 4    |
| 广州富力   | 2014     | 中国足球超级联赛    | 25   | 6    | 1        | 0        | -        | -        | -    | -    | 26   | 6    |
| 广州富力   | 2015     | 中国足球超级联赛    | 26   | 3    | 2        | 0        | 7        | 1        | -    | -    | 35   | 4    |
| 广州富力   | 2016     | 中国足球超级联赛    | 24   | 3    | 6        | 1        | -        | -        | -    | -    | 30   | 4    |
| 广州富力   | 2017     | 中国足球超级联赛    | 29   | 1    | 4        | 0        | -        | -        | -    | -    | 32   | 1    |
| 广州富力   | 2018     | 中国足球超级联赛    | 26   | 2    | 5        | 3        | -        | -        | -    | -    | 31   | 5    |
| 广州富力   | 2019     | 中国足球超级联赛    | 19   | 0    | 1        | 0        | -        | -        | -    | -    | 20   | 0    |
| 广州富力   | 2020     | 中国足球超级联赛    | 4    | 0    | 2        | 0        | -        | -        | -    | -    | 6    | 0    |
| 梅州客家   | 2021     | 中国足球甲级联赛    | 24   | 2    | 0        | 0        | -        | -        | -    | -    | 24   | 2    |
| 生涯合计   | 生涯合计 | 生涯合计            | 410  | 54   | 28       | 7        | 7        | 1        | 1    | 0    | 444  | 62   |

## 荣誉
- 中国足球甲级联赛冠军：2007， 2010，2021
- 广东足球先生：2016，2017，2018